# Pharmakós
Um pharmakós (em grego:  φαρμακός, plural pharmakoi) na antiga religião grega era o sacrifício ritual, ou o exílio de uma pessoa tornada um bode expiatório.

## Ritual
Um escravo, um aleijado ou um criminoso era escolhido e expulso da comunidade em momentos de desastres (fomes, invasões ou pestes). Acreditava-se que esta ação traria purificação. No primeiro dia da Thargelia, um festival a Apolo em Atenas, dois homens, os Pharmakoi, era levados para fora dos limites como se fossem sacrificados em expiação.
Alguns estudiosos consideram que os pharmakoi eram na verdade sacrificados (lançados de um penhasco ou ao fogo), embora muitos estudiosos contemporâneos rejeitam isto, argumento que a primeira fonte referente ao pharmakos (o satirista iâmbico Hipônax) relata agressões e apedrejamentos aos pharmakoi, mas não sua execução. I,a execução mais plausível seria que às vezes eles seriam executados e em outras não, dependendo da atitude da vítima. Assim, um assassino que praticou seu crime deliberadamente e sem arrependimentos seria mais provavelmente executado.

## Interpretações contemporâneas
Walter Burkert e René Girard escreveram interpretações modernas sobre o ritual do pharmakos. Burkert mostra que os humanos eram sacrificados ou expulsos após serem bem alimentados e, de acordo com algumas fontes, suas cinzas eram lançadas ao oceano. Este era um ritual de purificação, uma forma catarse coletiva. Girard também analisa a conexão entre catarse, sacrifício e purificação. Alguns estudiosos conectaram a prática do ostracismo, na qual um político proeminente era exilado da cidade-Estado de Atenas após uma votação usando pedaços de cerâmica, com a prática do  pharmakos. No entanto, o exílio do ostracismo era fixado por um período determinado, oposto à finalidade irreversível da execução ou da expulsão do pharmakos.